# Ti proteggerò
Ti proteggerò è un film del 2017 scritto, diretto ed interpretato da Daniele Di Stefano. Rappresenta l'esordio alla regia dell'attore toscano.

## Produzione
Film ambientato nella città di Firenze.

## Distribuzione
Il film è stato distribuito nelle sale italiane a partire dal 29 giugno 2017.

## Riconoscimenti
- 2017 -  Festival del Cinema di Salerno
  - Premio della giuria[4]

## Accoglienza

### Critica
Il lungometraggio è stato recensito.